# Anke Rohde
Anke Rohde (* 1954) ist eine deutsche Psychiaterin und Psychotherapeutin (Verhaltenstherapie) und Fachärztin für Nervenheilkunde sowie forensische Psychiaterin. Sie war Universitätsprofessorin für Gynäkologische Psychosomatik an der Medizinischen Fakultät der Rheinischen Friedrich-Wilhelms-Universität Bonn.

## Leben
Rohde legte nach einer kaufmännischen Ausbildung und Tätigkeit im Jahr 1977 am Köln-Kolleg das Abitur ab. Es folgte bis 1984 ein Medizinstudium an der Universität Köln. Von 1984 bis 1989 erhielt sie eine Facharztausbildung am Universitätsklinikum Köln und am Universitätsklinikum Bonn in den Bereichen Psychiatrie, Neurologie und Epileptologie. 1989 war ihre Anerkennung als Fachärztin für Nervenheilkunde, 1998 mit dem Zusatztitel Psychotherapie. 2002 folgte ein ergänzender Facharzttitel für Psychiatrie und Psychotherapie, und 2002 ein DGPPN-Zertifikat „Forensische Psychiatrie“.
1986 wurde sie zum Thema Die Phänomenologie der Wochenbettpsychosen an der Universität Bonn promoviert. Von 1992 bis 1993 erhielt sie ein Lise Meitner-Habilitationsstipendium, das 1994 in ihrer Habilitation zum Thema Psychosen im Wochenbett: Eine empirische Untersuchung zu Langzeitverlauf und Langzeitausgang an der Martin-Luther-Universität Halle-Wittenberg mündete. Von 1993 bis 1997 war sie leitende Oberärztin der Klinik für Psychiatrie, Psychotherapie und Psychosomatik der Martin-Luther-Universität Halle-Wittenberg.
1997 erfolgte ihre Berufung auf die Universitätsprofessur „Gynäkologische Psychosomatik“ an der Medizinischen Fakultät der Universität Bonn (Forschungsprofessur des Netzwerkes Frauenforschung des Landes NRW). Die Gynäkologische Psychosomatik Bonn war die erste Einrichtung dieser Art an einer deutschen Universität. Der spezielle interdisziplinäre Ansatz (Leitung durch Anke Rohde als Psychiaterin und Psychotherapeutin sowie Tätigkeit diverser psychologisch-psychotherapeutischer Mitarbeiterinnen) machte im stationären und ambulanten Rahmen einer Frauenklinik den niedrigschwelligen Zugang und eine direkte Versorgung von Frauen mit psychischen Problemen im gynäkologischen Kontext möglich. Bis 2015 hatte Rohde die Leitung dieses Bereiches inne. Im Rahmen der Lehrtätigkeit betätigte sie sich an der Etablierung des Pflichtkurses „Gesprächsführung und Kommunikation“ im Medizinstudium der Universität Bonn. Vom Sommersemester 1998 bis zum Wintersemester 2002 war sie Studiendekanin der Medizinischen Fakultät der Universität Bonn.
Seit Juli 2017 ist sie im Ruhestand. 2020 wurde sie zum Ehrenmitglied der DGPFG ernannt.
Sie ist (Mit)Autorin von über 265 Zeitschriftenartikeln bzw. Buchbeiträgen sowie Autorin bzw. Herausgeberin von 25 Büchern.

## Arbeitsschwerpunkte
- Psychische Störungen in der Schwangerschaft und nach der Entbindung (postpartale Depressionen[4] und Psychosen, traumatische erlebte Entbindungen, Psychopharmakotherapie in der Schwangerschaft[5] und postpartale Rezidivprophylaxe bei vorbekannter psychischer Störung)[6]
- Psychische Belastungen in Kontext der Pränatalmedizin und bei Verlust des Kindes[7]
- Hormone und Psyche, insbes. Prämenstruelle Dysphorische Störung[8]
- Ungewollte Kinderlosigkeit[9]
- Psychoonkologie[10]
- Störungen der Sexualität[11]
- Neonatizid[12] als besondere Form des Infantizides[13], sowie negierte Schwangerschaft[14], Babyklappe und Anonyme / vertrauliche Geburt[15]

- Forensisch-psychiatrische Tätigkeit in der Schuldfähigkeits- und Prognosebegutachtung bei Straftätern sowie im Rahmen des Transsexuellengesetzes.

## Publikationen (Auswahl)
- mit Andreas Marneros, Arno Deister: Affektive, schizoaffektive und schizophrene Psychosen. Eine vergleichende Langzeitstudie (Monographien aus dem Gesamtgebiete der Psychiatrie. Band 65) Springer, Berlin/Heidelberg 1991, ISBN 3-540-54323-6.

- als Hrsg.: Frauenleid und Frauen-Stärkung. Im Fokus von Gynäkologischer Psychosomatik und Gynäkopsychiatrie. Psychiatrie-Verlag, Köln 2015, ISBN 978-3-88414-626-2
- mit Andrea Hocke, Almut Dorn: Psychosomatik in der Gynäkologie. Schattauer, Stuttgart 2017, ISBN 978-3-7945-3190-5
- mit Almut Dorn: Krisen in der Schwangerschaft. Ein Wegweiser für schwangere Frauen und alle, die sie begleiten. Kohlhammer, Stuttgart 2020, ISBN 978-3-17-034206-4
- mit Almut Dorn, Anneliese Schwenkhagen: PMDS als Herausforderung Die prämenstruelle dysphorische Störung als schwerste Form des PMS. Kohlhammer, Stuttgart 2022, ISBN 978-3-17-040259-1
- mit Almut Dorn: Rund um die Geburt: Depressionen, Ängste und mehr. Hilfe und Selbsthilfe bei peripartalen psychischen Problemen. Kohlhammer, Stuttgart 2023, ISBN 978-3-17-041388-7
- mit Christof Schaefer, Almut Dorn, Sarah Kittel-Schneider: Mutter werden mit psychischer Erkrankung. Von Kinderwunsch bis Elternschaft. Kohlhammer, Stuttgart 2024, ISBN 978-3-17-043063-1